# خالد بن محمد العنقري
خالد بن محمد العنقري (مواليد 1952) هو سياسي سعودي شغل منصب وزير التعليم العالي بين عامي 1991 و8 ديسمبر 2014. تم تعيينه سفيراً للمملكة العربية السعودية في فرنسا في فبراير 2016.

## النشأة والتعليم
ولد العنقري في جدة في عام 1952. حصل على درجة الدكتوراه في الجغرافيا من جامعة فلوريدا في عام 1981،  وعلى شهادة الدكتوراه الفخرية من جامعة أم القرى واستلمها في عام 2017.

## مساره المهني
كان العنقري عضوا في هيئة التدريس بجامعة الملك سعود. كان يعمل هناك من 1981 إلى 1983. اشتغل كنائب لوزير الشؤون البلدية والقروية في الفترة من 1983 إلى 1984. شغل لفترة قصيرة منصب وزير الشؤون البلدية والقروية من 1990 إلى 1991.

### وزير التعليم
عُيِّن العنقري وزيرًا للتعليم العالي من قبل الملك فهد بن عبد العزيز آل سعود. خلال فترة ولايته، زاد عدد الجامعات الحكومية من 7 إلى 28، وأنشأ أكثر من 500 كلية، وقاد تنفيذ برنامج منحة خادم الحرمين الشريفين. انتهت ولاية العنقري في 8 ديسمبر 2014، وحل محله خالد بن عبد الله السبتي. افتتح معرضًا للتعليم العالي مدته أربعة أيام وشارك فيه 450 شخصا، وكان الغرض منه السماح للطلاب السعوديين بالتعرف على فرص الدراسة في الخارج والالتقاء بالمؤسسات الدولية.
في 2006، وقع خالد بن محمد العنقري مذكرة تفاهم مع نظيره الهندي أرجون سينغ، والتي سمحت للطلاب السعوديين بمتابعة دراستهم في المدارس الهندية.
في أغسطس 2013، مدد خالد بن محمد العنقري برنامج الملك عبد الله للمنح الدراسية حتى عام 2020 في محاولة لتحسين نتائج نظام التعليم السعودي.

### سفير لفرنسا
في فبراير 2016، تم تعيين خالد بن محمد العنقري سفيراً للمملكة العربية السعودية لدى فرنسا، بهدف تعزيز العلاقات الثنائية بين فرنسا والمملكة ، مع التركيز على تشجيع السياحة في المملكة العربية السعودية، وتطوير التعاون في التعليم العالي وتبادل الأبحاث ومكافحة الإرهاب.
ركز خالد بن محمد العنقري على التبادلات الثقافية والفنية من خلال الترويج لأحداث مثل معرض مؤسسة محمد بن سلمان الخيرية الفني في مركز التراث العالمي في باريس، والمشاركة في معرض الكتب في باريس، وتنظيم معرض فني سعودي في معرض الفنانين العالميين الشباب. في سبتمبر 2016، افتُتح الجناح السعودي في القرية الدولية لفن الطبخ والثقافة في باريس.
في نوفمبر 2017، قام العنقري بزيارة إلى الكنيس الكبير في باريس. كانت هذه الزيارة الأولى من نوعها، واستقبل العنقري حاييم كورسيا رئيس الحاخامات في فرنسا، وحاخام الكنيس موشيه سيباج.

### وسام الاستحقاق الفرنسي
في عام 2019م منحت الحكومة الفرنسية الدكتور خالد العنقري وسام «الاستحقاق الوطني برتبة ضابط أكبر» تقديراً لجهوده في دعم وتعزيز العلاقات بين السعودية وفرنسا، وقد منح الوسام باسم رئيس الجمهورية الفرنسية إيمانويل ماكرون، حيث قلده المدير العام لإدارة الشرق الأوسط وشمال أفريقيا كريستوف فارنو الوسام، في حفل غداء أقامته وزارة الخارجية الفرنسية بمناسبة انتهاء مدة عمله سفيراً للمملكة العربية السعودية لدى جمهورية فرنسا.

## الحياة الشخصية
العنقري هو صهر المستثمر السعودي وليد الإبراهيم. زوجته هي مُوضي بنت إبراهيم بن عبد العزيز آل إبراهيم ابنة إبراهيم بن عبد العزيز الإبراهيم وهي شقيقة زوجة الملك فهد، ولديه ثمانية أبناء.